# Protein-histidin tele-kinaza
Protein-histidin tele-kinaza (EC 2.7.13.2, ATP:protein-L-histidin N-tele-fosfotransferaza, histidinska kinaza, histidin proteinska kinaza, protein histidinska kinaza, proteinska kinaza (histidin), HK3) je enzim sa sistematskim imenom ATP:protein--histidin Ntau-fosfotransferaza. Ovaj enzim katalizuje sledeću hemijsku reakciju
ATP + protein L-histidin {\displaystyle \rightleftharpoons } ADP + protein Ntau-fosfo-L-histidin
Više histona može da deluje kao akceptor.

## Literatura
- Nicholas C. Price; Lewis Stevens (1999). Fundamentals of Enzymology: The Cell and Molecular Biology of Catalytic Proteins (Third изд.). USA: Oxford University Press. ISBN 019850229X.
- Eric J. Toone (2006). Advances in Enzymology and Related Areas of Molecular Biology, Protein Evolution (Volume 75 изд.). Wiley-Interscience. ISBN 0471205036.
- Branden C; Tooze J. Introduction to Protein Structure. New York, NY: Garland Publishing. ISBN 0-8153-2305-0.
- Irwin H. Segel. Enzyme Kinetics: Behavior and Analysis of Rapid Equilibrium and Steady-State Enzyme Systems (Book 44 изд.). Wiley Classics Library. ISBN 0471303097.
- William P. Jencks (1987). Catalysis in Chemistry and Enzymology. Dover Publications. ISBN 0486654605.

## Spoljašnje veze
- Protein-histidine+tele-kinase на 